# Universidad Católica Fu Jen
La Universidad Católica Fu Jen （chino tradicional: 輔仁大學, Tongyong Pinyin: FǔRén DàSyué, Wade-Giles: Fu3-jen2 Ta4-hsüeh2, Hanyu Pinyin: Fǔrén Dàxué）es un centro de enseñanza superior en Hsinchuang, Taipei County, Taiwán, República de China.
Fu Jen es la universidad católica y afiliada a los jesuitas más antigua del mundo de habla china, bajo la autoridad directa de la Congregación para la Educación Católica de la Santa Sede. También es un actor no estatal de la diplomacia Track II en las relaciones entre la Santa Sede y Taiwán.
La universidad ha sido clasificada como una de las 300 mejores por el Ranking de Impacto en la Clasificación académica de universidades del THE, las 100 mejores en teología y las 500 mejores en humanidades y medicina por Clasificación mundial de universidades QS. Su programa de maestría conjunta transnacional "MGEM" fue clasificado 19.º mundialmente por Financial Times en 2020.
Entre 2011 y 2015, la sede de la Secretaría Internacional de Movilidad Universitaria Asia-Pacífico (UMAP) se trasladó a la Universidad Católica Fu Jen en Taiwán, y ahora la Secretaría Nacional UMAP de Taiwán sigue en Fu Jen.

## Historia

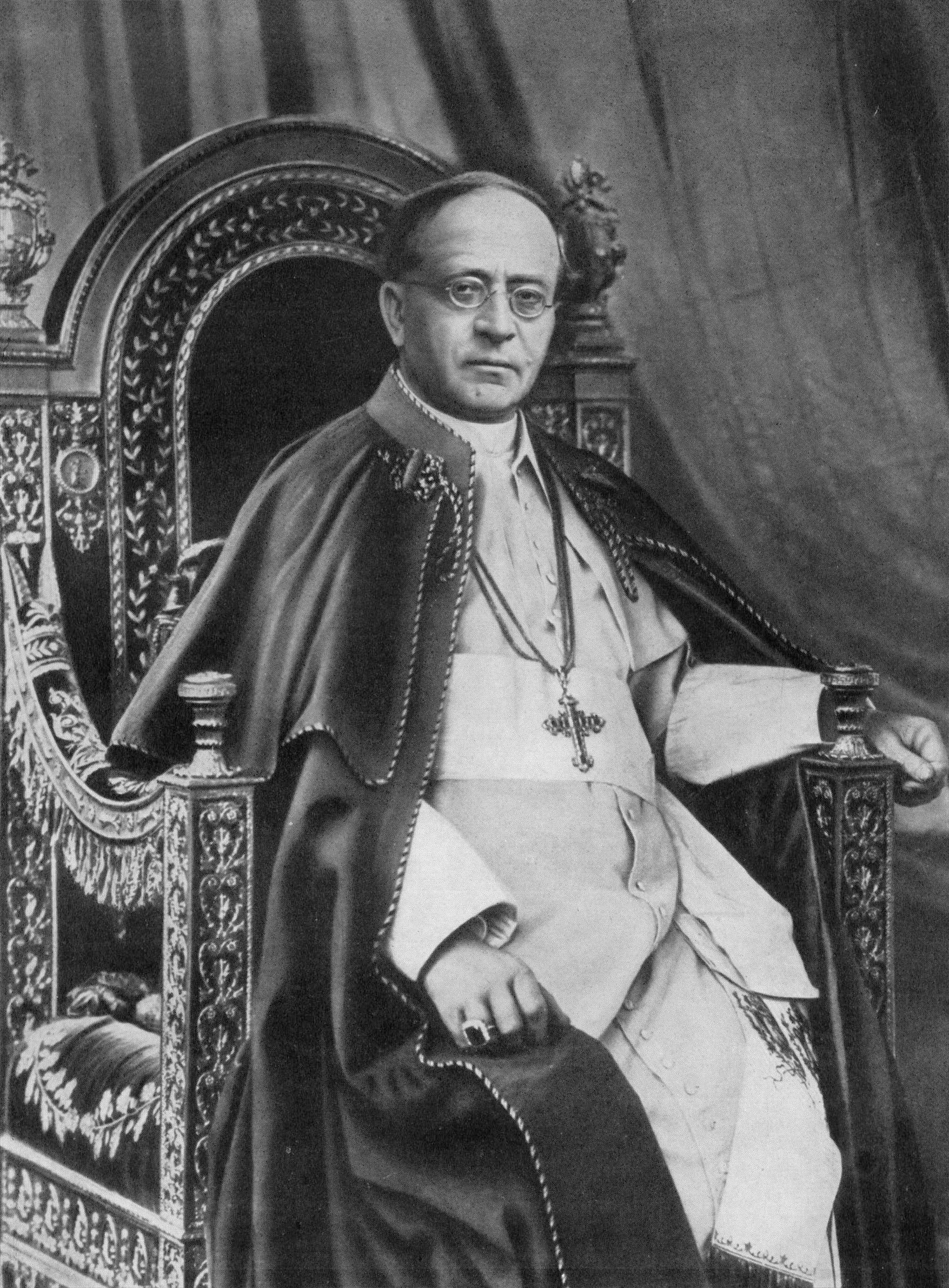
El Papa Pío XI financió ₤ 100,000 para apoyar la fundación de la Universidad

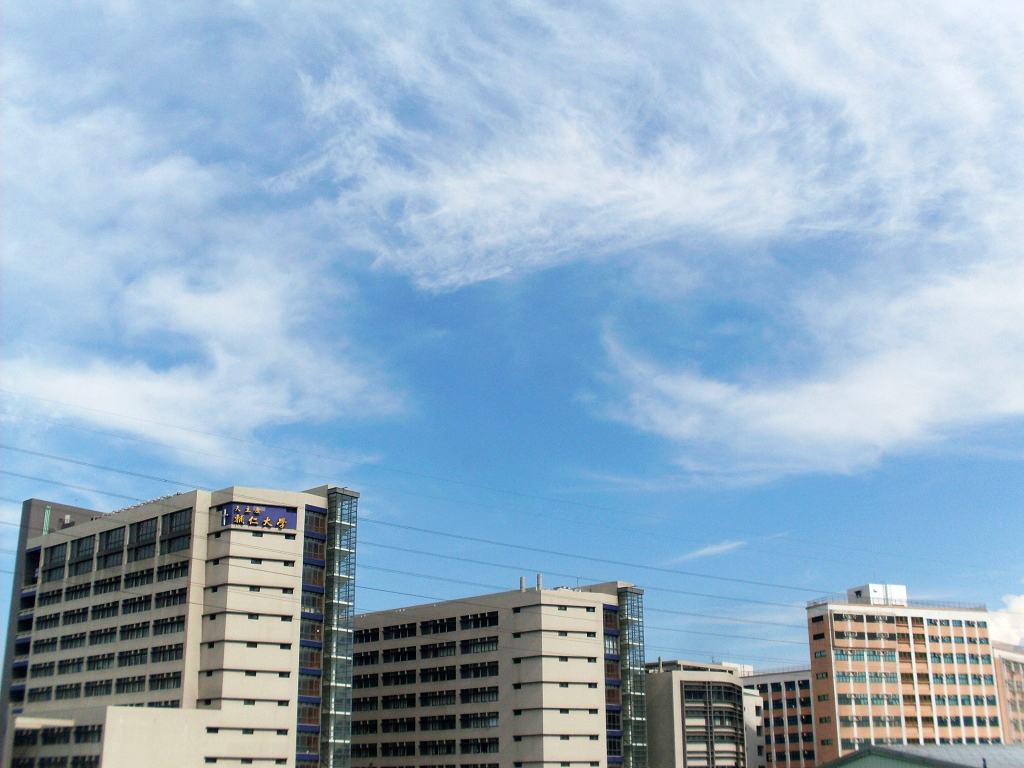
Facultad de Medicina y la Escuela de Educación Continua

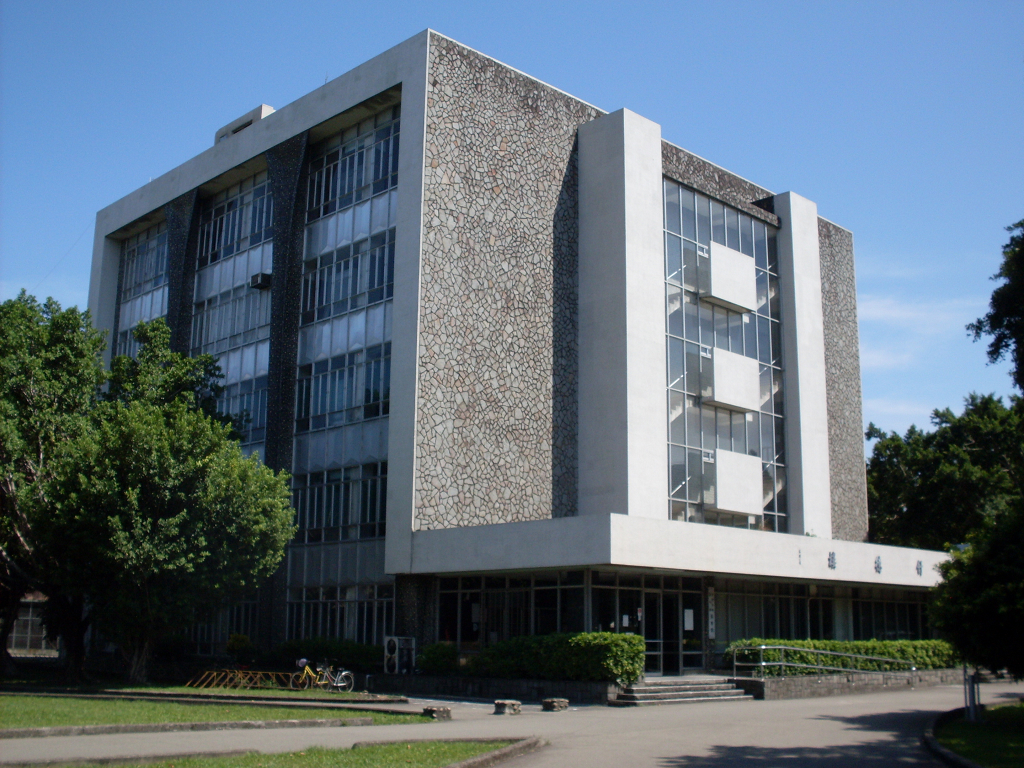
Biblioteca de Ciencias

Fundada originalmente como Sociedad Fu Jen (輔仁社) en Pekín por la Santa Sede en 1925 y confiada a los Padres Benedictinos de la Archiabadía de St. Vincent en Latrobe, Pensilvania. En 1933, a causa de los problemas financieros que la depresión económica mundial de aquel tiempo había creado a la Orden Benedictina, la misma Santa Sede pidió hacerse cargo de la universidad a los Misioneros del Verbo Divino. 
En 1949 los comunistas chinos entraron en Pekín y al año siguiente la pusieron bajo su control; otro año más tarde, la universidad fue confiscada y absorbida por la Universidad Normal de Pekín.
El primer rector de la universidad fue el misionero estadounidense George Barry O'Toole, OSB (奧圖爾). Luego le siguió Chen Yuan (陳垣), un chino protestante que ocupó el puesto de rector hasta que la universidad fue cerrada en 1952.
En 1959 el Papa Juan XXIII solicitó la reapertura de Fu Jen en Taiwán y unos años después, en 1963, el centro comenzó a aceptar candidatos procedentes del Examen Conjunto de Ingreso en la Universidad en tres facultades con diez departamentos y secciones.
En la actualidad, la Universidad Católica Fu Jen es administrada concertadamente por tres entidades: el Congreso de Obispos Chinos tiene a su cargo las Facultades de Artes Liberales, Bellas Artes y Medicina; los Misioneros del Verbo Divino las de Lenguas Extranjeras, Ciencias e Ingeniería y Ciencias de la Vida; y la Compañía de Jesús las Facultades de Derecho y de Administración.

## Organización
Hasta el año 2013 la Universidad Católica Fu Jen cuenta con 11 Facultades, 42 Institutos de Postgrado, 11 Institutos de doctorado, 14 Departamentos de Extensión universitaria, con un total de más de 20.000 alumnos.

### Facultades, Departamentos y Postgrados
- Facultad de Lenguas Extranjeras (外語學院)
  - Postgrado de Comparación Literaria (比較文學研究所)
  - Postgrado de Lingüística (語言學研究所)
  - Postgrado de Traducción e Interpretación (翻譯學研究所)
  - Departamento y Postgrado de Lenguaje y Literatura Inglesa (英國語文學系暨研究所)
  - Departamento y Postgrado de Lenguaje y Literatura Alemana (德語語文學系暨研究所)
  - Departamento y Postgrado de Lenguaje y Literatura Francesa (法國語文學系暨研究所)
  - Departamento y Postgrado de Lenguaje y Literatura Española (西班牙語文學系暨研究所)
  - Departamento y Postgrado de Lenguaje y Literatura Japonesa (日本語文學系暨研究所)
  - Departamento de Lenguaje y Literatura Italiana (義大利語文學系)
- Facultad de Derecho (法律學院)
- Facultad de Artes Liberales(文學院)
- Facultad de Comunicación (傳播學院)
- Colegio de Educación (教育學院)
- Facultad de Medicina (醫學院)
- Facultad de Ciencias Sociales (社會科學院)
- Facultad de Ciencias e Ingeniería (理工學院)
- Facultad de Bellas Artes (藝術學院)
  - Departamento y Postgrado de Música (音樂學系暨研究所)
  - Departamento y Postgrado en Arquitectura de Paisajes (景觀設計學系暨研究所)
  - Departamento y Postgrado de Artes Aplicadas (應用美術學系暨研究所)
- Facultad de Ciencias de la Vida (民生學院)
- Facultad de Administración (管理學院)

## Instalaciones

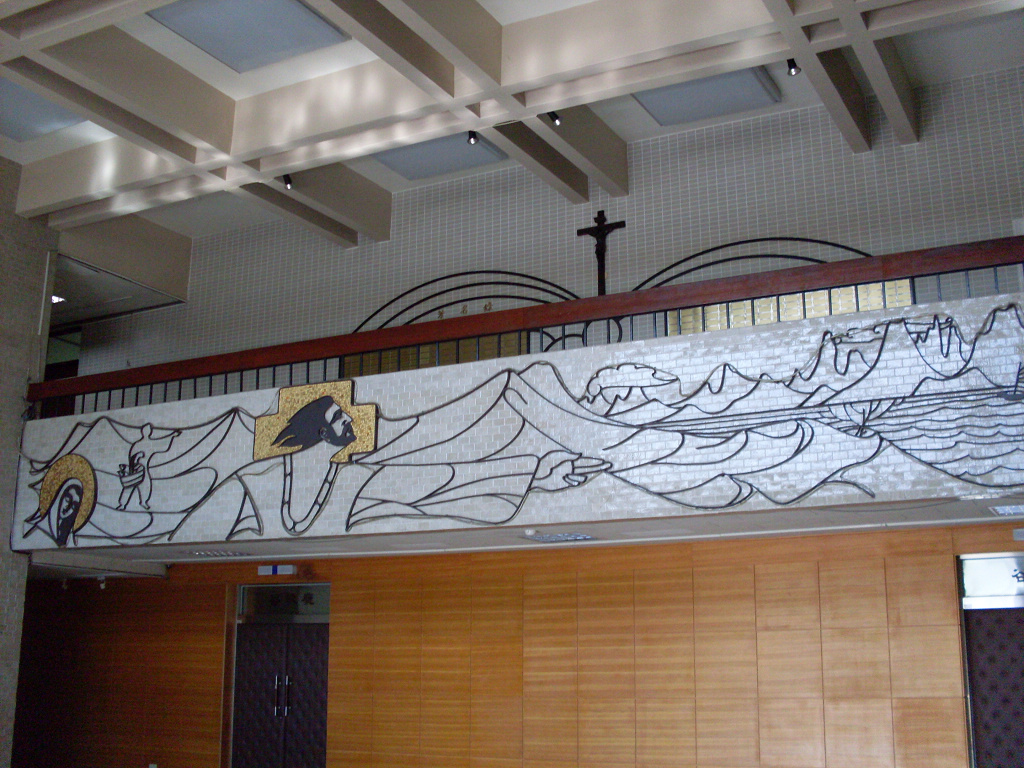
En el interior del edificio Cardenal Paul Yu Pin

El campus de la Universidad Católica Fu Jen (incluido el hospital adjunto) es de 40 millones de metros cuadrados, el tamaño está cerca de la Ciudad del Vaticano y el campus Toyonaka de la Universidad de Osaka.

### Alojamiento
Dado que los estudiantes de Fu Jen provienen de vastos lugares, la universidad cuenta con dormitorios para que los estudiantes puedan vivir dentro del campus universitario. Existen once dormitorios estudiantiles: 6 para las mujeres, 5 para los hombres.
Actualmente hay más de 4064 estudiantes viviendo entre los once dormitorios. En cada dormitorio, aparte de un instructor de entrenamiento militar asignado al servicio de los estudiantes, cuentan también con un superintendente y un administrador a tiempo completo que se encargan de los asuntos administrativos. Se destaca además un comité autónomo elegido por los propios estudiantes.

### Cafeterías
Las Facultades de Artes Liberales, de Ciencias e Ingeniería, de Leyes, y de la Administración disponen conjuntamente de cinco cafeterías. La Facultad de Artes Liberales gestiona su propia cafetería y las dos que pertenecen a la Facultad de Ciencias e Ingeniería son administradas por el departamento de Ciencia de la Vida Aplicada y el de Nutrición y Ciencias Alimenticias que las utilizan para las prácticas de sus estudiantes, mientras las dos cafeterías restantes son manejadas por gente de negocios bajo contrato.
La sección de la asistencia de la salud es responsable de la coordinación y supervisión de los higienes y precios de los alimentos, así como las mejoras generales. En cuanto a la inspección sanitaria, el departamento de la Nutrición y Ciencia Alimenticias se toma la responsabilidad del examen de laboratorio de gérmenes y de la inspección general una vez al semestre. Para el bienestar de los miembros personales y la salud de los estudiantes, los estándares sanitarios para las cafeterías son seguidos de cerca.

## Exalumnos
Los exalumnos de Fu Jen (輔大人) ascienden a cerca de 200.000, trabajan en varios campos. Los exalumnos que trabajan en campos políticos incluyen al menos 25 congresistas en Yuan Legislativo, 3 jueces taiwaneses de la Corte Constitucional, 3 premier / vice primer ministro taiwanés, 2 ministros / viceministros taiwaneses de Defensa Nacional, un gran número de diplomáticos, alcaldes y magistrados taiwaneses y la ex primera dama china Wang Guangmei.
Alumnos notables de la ciencia presentada son Wei-min Hao, científico climático y colaborador del IPCC (compartió el Premio Nobel de la Paz 2007), el profesor de Harvard Lee-Jen Wei, el notable físico Lee C. Teng. Además, también hay alumnos que trabajan en Yale, Stanford, Columbia, Georgetown y Northwestern. Hasta ahora, muchos académicos y rectores de universidades como Liu Da de Tsinghua se han graduado de la universidad.

Alumnos notables de la Universidad Católica Fu Jen
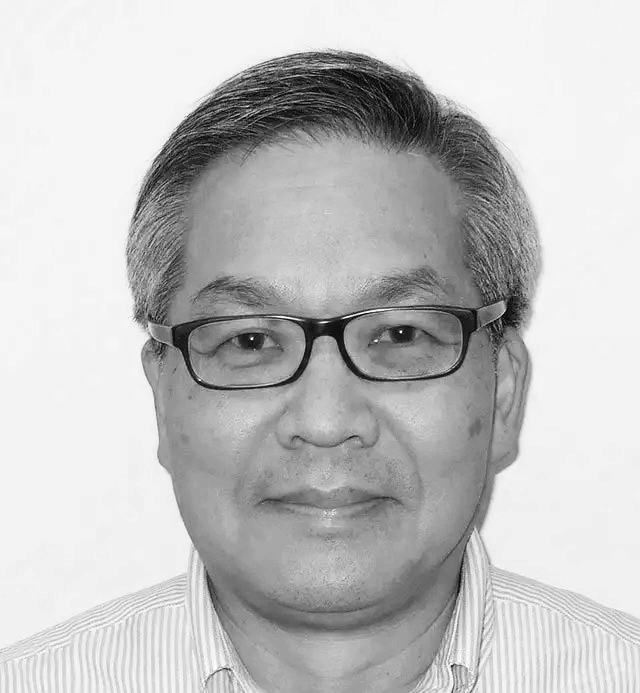
Profesora de la Universidad de Harvard, Lee-Jen Wei (en)
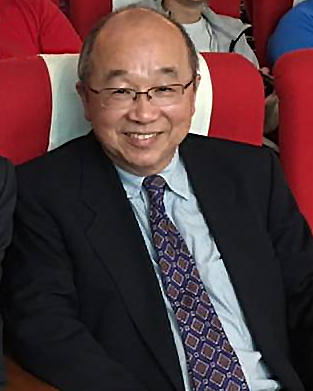
climate scientist and contributor to the Intergovernmental Panel on Climate Change; shared the 2007 Premio Nobel de la Paz, Hao Wei min
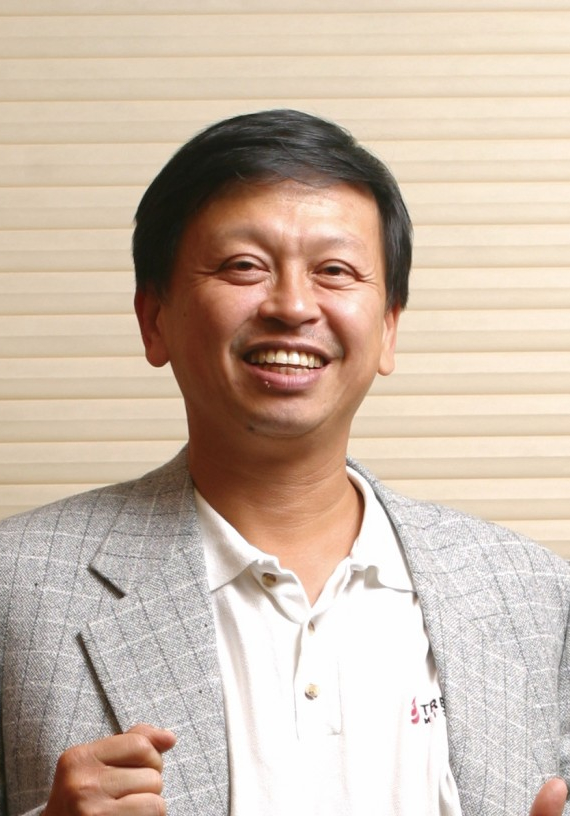
Cofundador y ex CEO de Trend Micro, Steve Chang (en)
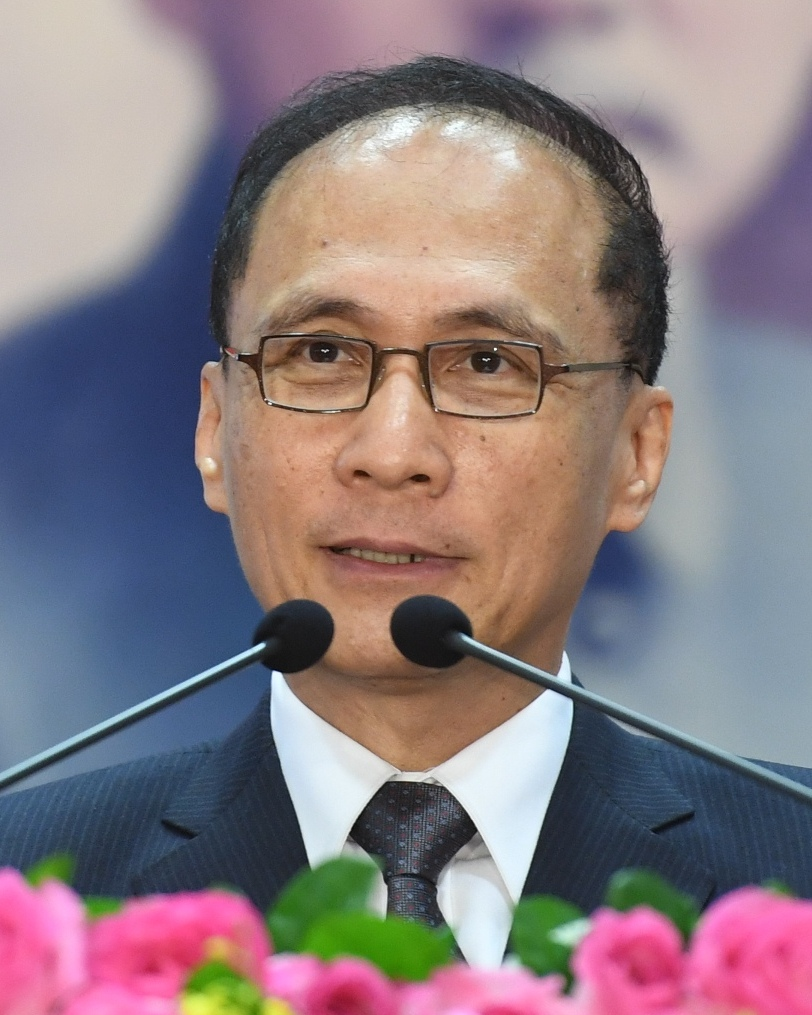
Economista, 48 ° Primer Ministro Lin Chuan
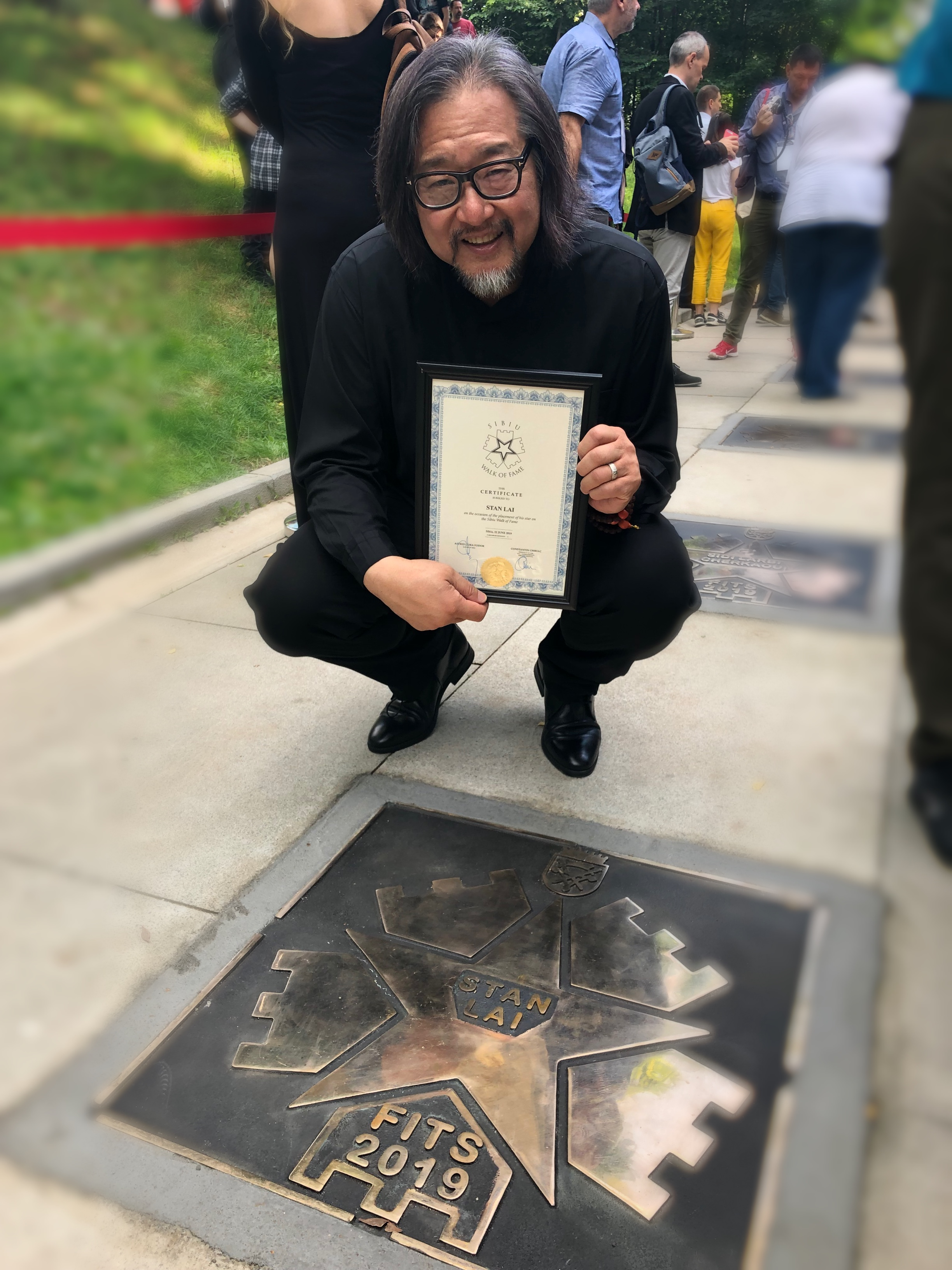
Notable dramaturgo y director de teatro Stan Lai (en)
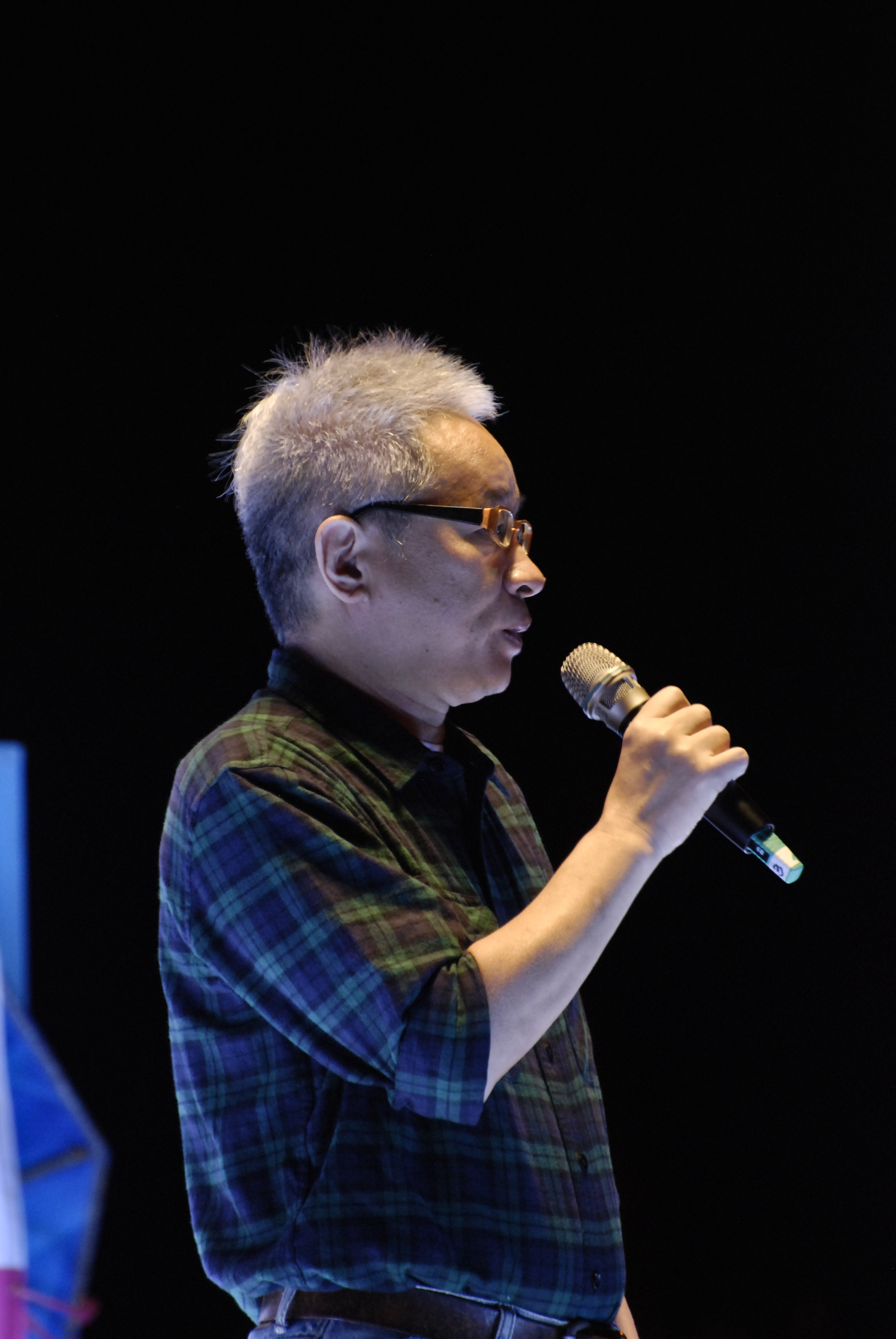
Guionista notable y ganador del premio Golden Horse, Neil Peng (en)
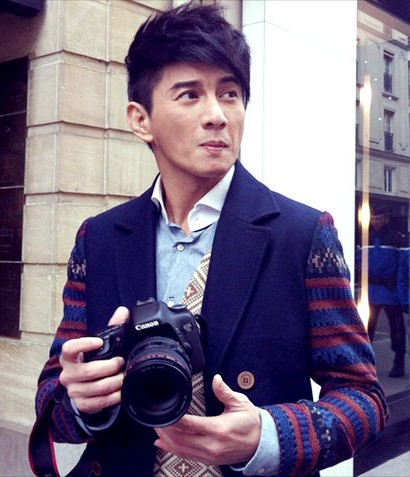
Cantante y actor notable Nicky Wu
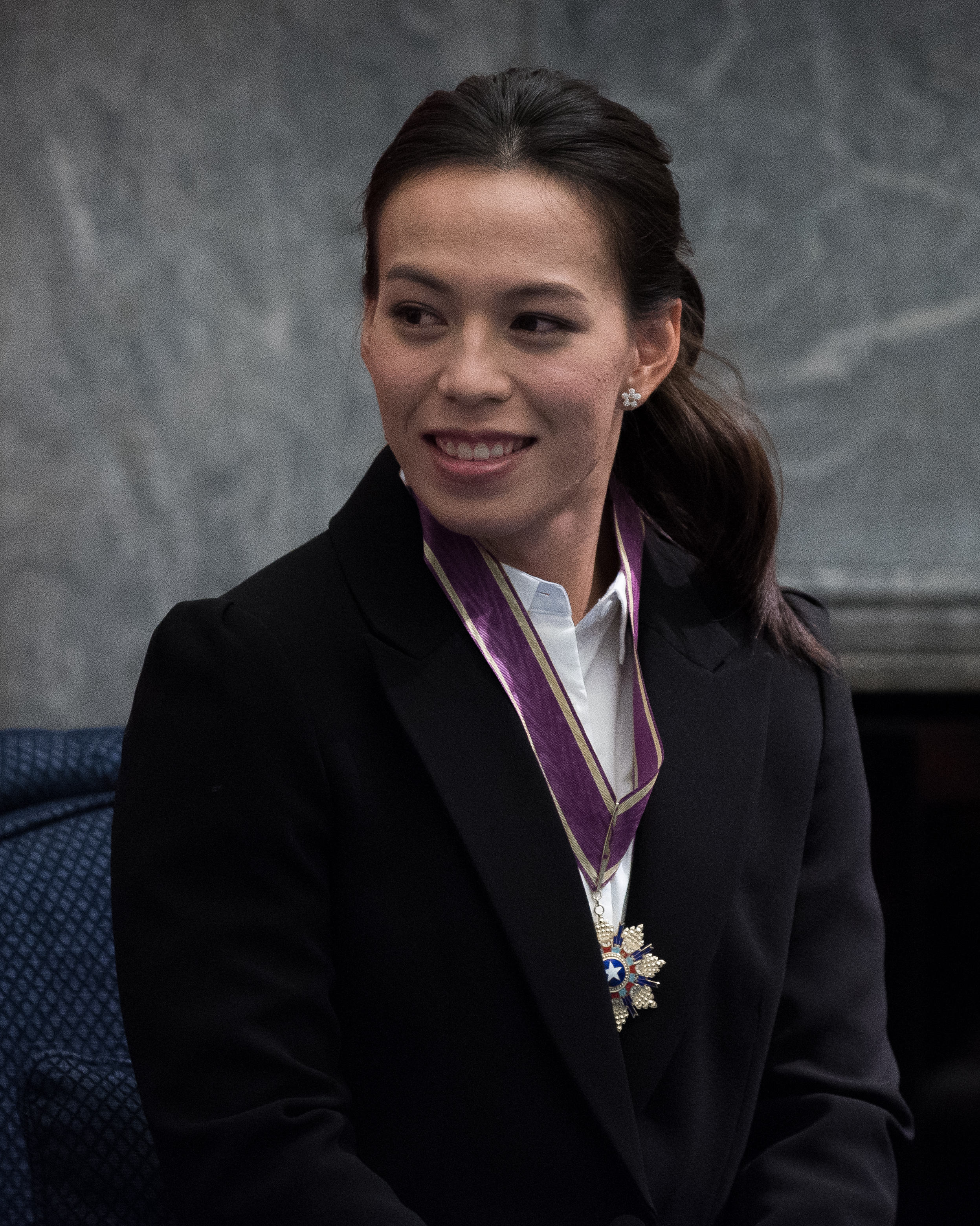
Levantador de pesas notable, el olímpico Kuo Hsing-chun

### En China (Continental)
- Wang Guangmei (esposa del expresidente de la República Popular China(PRC) Liu Shaoqi.)

### En Taiwán
- Yeh Chu-lan (Alcaldesa interina de Kaohsiung y posible candidata a la vicepresidencia de Taiwán por parte del DPP en las elecciones del 2008.)
- Jolin Tsai (Famosa cantante pop en mandarín.)
- Faye Zhan (Vocalista del conjunto F.I.R.)
- Todas las integrantes del grupo Cherry Boom, una banda pop-rock Taiwanesa.)
- MC HotDog (Cantante famoso por sus letras explícitas.)